# Trichomegalosphys melanocephala
Trichomegalosphys melanocephala är en tvåvingeart som först beskrevs av Fabricius 1805.  Trichomegalosphys melanocephala ingår i släktet Trichomegalosphys och familjen sorgmyggor. Inga underarter finns listade i Catalogue of Life.